# Lepturges megalops
Lepturges megalops är en skalbaggsart som beskrevs av Hamilton 1896. Lepturges megalops ingår i släktet Lepturges och familjen långhorningar.
Artens utbredningsområde är:
- Bahamas.
- Guatemala.
- Honduras.
- Panama.

Inga underarter finns listade i Catalogue of Life.